# K1 (char)
Pour les articles homonymes, voir K1.
 (janvier 2024).
Si vous disposez d'ouvrages ou d'articles de référence ou si vous connaissez des sites web de qualité traitant du thème abordé ici, merci de compléter l'article en donnant les références utiles à sa vérifiabilité et en les liant à la section « Notes et références ».
Le K1, appelé précédemment Type 88 est un char de combat de l'armée sud-coréenne entré en service en 1985 et produit localement par la firme Hyundai. Conçu par la société américaine General Dynamics, le K1 peut être décrit comme une version à échelle réduite (75 %) du M1 Abrams.

## Historique
Au début des années 1970, la Corée du Sud entame une série de programmes visant à développer son complexe militaro-industriel afin de jouir d'une certaine indépendance à l'égard du matériel militaire étranger. Dans ces programmes figuraient la production sous licence du chasseur léger Northrop F-5 Tiger II et de l'hélicoptère Hughes MD 500. À la même époque, l'armée de Terre de la république de Corée cherchait à remplacer ses chars M47 et M48 vieillissants. Les Coréens passèrent un accord avec le gouvernement des États-Unis stipulant que ces derniers finançaient l'assistance technique et l'aide à la gestion nécessaires au développement de leur futur char. De leur côté, la Hyundai Rolling Stock Company se chargeait de rédiger le cahier des charges et d'émettre les appels d'offres aux sociétés américaines. En 1980, la proposition de Chrysler fut retenue au détriment de celles de Teledyne et d'AAI Corporation, le char proposé par cette dernière en 1978 ayant été disqualifié notamment en raison de l'exiguïté de sa tourelle. Un contrat a été passé pour la construction de deux prototypes appelés XK-1 ROKIT (Republic Of Korea Indigenous Tank). Le premier banc roulant équipé d'une fausse tourelle fit ses premiers tours de piste au terrain d'essai d'Aberdeen en novembre 1983. Visuellement parlant, le XK-1 ROKIT avait un châssis très similaire à celui du prototype du XM-1 de General Motors tandis que sa tourelle était semblable à celle du prototype XM-1 de chez Chrysler. Le second prototype, équipé d'une tourelle, fut construit en décembre 1983 et envoyé au terrain d'essai d'Aberdeen en février 1984 pour tester la conduite de tir. Les essais furent concluants et Hyundai s'est vu accorder le contrat pour la production de 1 027 exemplaires en 1985. Le premier exemplaire du K1 sorti de l'usine à l'automne 1987.

## Armement
Le K1 est armé d'un canon KM68A1 de 105 mm, il s'agit d'une version produite sous licence du canon américain M68A1, lui-même dérivé du L7 britannique. 
Le débattement du canon en site est de +20° à -10°, le pointage du canon est assuré par des moteurs électriques.
Quinze obus de 105 mm sont prêts à l'emploi ; neuf sont rangés verticalement à gauche de la culasse du canon et six autres sont attachés horizontalement contre la paroi, derrière le poste du chargeur. Les trente-deux restants sont rangés dans un râtelier, à droite du conducteur. 
Une mitrailleuse coaxiale M60E2-1 de (7,62 mm est montée à droite du canon. Une mitrailleuse M60D du même calibre est montée sur un rail situé autour du volet du chargeur. Le chef de char dispose d'une mitrailleuse lourde K6 de 12,7 mm.

## Blindage
La caisse et la tourelle du K1 sont constituées d'un assemblage de tôles d'acier mécanosoudées.
L'avant de la caisse et de la tourelle, les flancs de cette dernière ainsi que le masque du canon renferment un blindage composite appelé Special Armor Package (caisson à blindage spécial) dérivé du blindage composite utilisé par le premier modèle (M1) du char Abrams. En raison de la nature classifiée de leur contenu, ils sont fabriqués par General Dynamic Land Systems et ont été livrés à la Corée du Sud à partir de 1984.
Ces blindages spéciaux assurent une protection sur l'arc frontal contre les obus-flèches de 115 mm et les charges creuses de 127 mm.

## Mobilité

### Motorisation
La propulsion des deux prototypes était assurée par un moteur V12 Diesel Teledyne-Continental AVDS-1790-9A de conception américaine. Cependant, les chars de série possèdent un moteur Diesel MTU MB871 Ka-501 d'origine allemande qui n'est autre que la version à 8 cylindres du moteur MB 873 Ka-501 du char Leopard 2.
Le moteur est accouplé à la boîte de mécanismes ZF LSG 3000, elle intègre une boîte de vitesses automatique à quatre rapports en marche avant et deux en marche-arrière ainsi qu'une direction hydrostatique.

### Suspension
La suspension combine des éléments oléopneumatiques sur les galets extrêmes (1re, 2e et 6e paires) et des barres de torsion sur les galets de roulement médians. Cette disposition permet au pilote d'abaisser ou de relever le nez du char pour
faire varier l'amplitude du pointage en site du canon afin de faciliter le tir en terrain montagneux, propre à la géographie de la Corée du Sud.

## K1A1
Très vite l'état-major sud-coréen se rendit compte que le K1 commençait à accuser le coup face aux nouveaux T-80 et aux versions modernisées du T-72. Dès 1995 Hyundai se lança dans le développement d'une version améliorée comprenant un canon plus puissant de 120 millimètres, le canon Rheinmetall de 120 mm, augmentant de ce fait l'allonge de tir et la puissance de feu. La dotation en munitions est ramenée à 32 obus. S'ajoute à cela une caméra thermique de deuxième génération, l'amélioration du logiciel de conduite de tir, l'ajout d'un système anti-incendie dans le compartiment moteur et enfin des chenilles à semelles remplaçables.

## Variantes
- K1 : modèle original entré en service en 1987 dans l'armée de terre de la république de Corée.
- K1M : modèle proposé à la Malaisie au début des années 2000, équipé de détecteurs d'alerte laser et d'une climatisation. L'emport en munitions de 105 mm a été réduit à 41 obus. Masse en ordre de combat est de 49,7 t.
- K1A1 : K1 armé d'un canon lisse KM256 de 120 mm.
- K1A2 : initialement appelé K1 PIP.